# Maria Rebelo
Pour les articles homonymes, voir Rebelo.
Maria Rebelo (divorcée Lelut; née le 29 janvier 1956 à Ilhavo, au Portugal) est une athlète française spécialiste du marathon.

## Carrière
Elle se révèle durant la saison 1986 en remportant le Marathon de Paris dans le temps de 2 h 32 min 16 s. En 1987, elle finit deuxième de la Coupe du Monde de Marathon. Vainqueur de son premier titre national en 1990, Maria Rebelo monte sur la troisième marche du podium des Championnats d'Europe de Split, terminant derrière la Portugaise Rosa Mota et la Soviétique Valentina Yegorova. Elle établit la meilleure performance de sa carrière le 21 avril 1991 en bouclant le Marathon de Londres en 2 h 29 min 04 s, puis se classe cinquième des Championnats du monde de Tokyo en 2 h 32 min 05 s. Sélectionnée en équipe de France lors des Jeux olympiques de 1992, Maria Rebelo-Lelut est contrainte à l'abandon. Elle remporte deux nouveaux titres de championne de France en 1993 et 1994.
L'athlète d'origine lusitanienne est par ailleurs membre de l'équipe de France qui glane la médaille de bronze par équipes aux championnats du monde de cross féminin des années 1986, 1987 et 1988 ou qui accroche l'argent à ceux dSe 1989.
Elle est également championne de France sur 10.000 mètres de 1985 à 1988.

## Palmarès
| Année | Compétition           | Lieu  | Place | Épreuve  |
| ----- | --------------------- | ----- | ----- | -------- |
| 1990  | Championnats d'Europe | Split | 3e    | Marathon |
| 1991  | Championnats du monde | Tokyo | 5e    | Marathon |